# Festa da Aleluia (Cem Soldos)
A Festa da Aleluia tem lugar na aldeia de Cem Soldos, Madalena (Tomar), há mais de 500 anos. A festa inicia na sexta-feira santa quando o povo da aldeia começa a colher e a guardar flores e arbustos silvestres, aleluias, de cor amarela para enfeitar as cruzes feitas de canas. Na manhâ do domingo de Páscoa forma-se um cortejo com jovens que nesse ano completam os 18 anos. Os rapazes carregam uma cruz, as raparigas um ramo, e cobertos com um manto vermelho da Confraria do Santíssimo Sacramento seguem ao som de sinos. No fim do cortejo escolhe-se e separa-se a cruz e o ramo mais bonitos depois todas as outras cruzes e ramos são partidos na escadaria da igreja, acto conhecido como "Aleluias" ou "matança dos judeus". A cruz e o ramo escolhido são levados à tarde num cortejo para serem depositadas no cemitério local.
Numa tentativa e explicação do significado simbólico da quebra das cruzes ela é, numa analogia, associada a uma tradição de Mahomet que dizia que  "Ele [Jesus] quebrará as cruzes, [...]".